# Магаддино, Стефано
Стефано Магаддино (англ. Stefano Magaddino; 10 октября 1891, Кастелламмаре-дель-Гольфо, Трапани, Сицилия, Италия — 19 июля 1974, Льюистон, округ Ниагара штат Нью-Йорк, США) — италоамериканский гангстер, босс семьи Буффало (1922–1974). Его влияние выходило далеко за пределы западном части штата Нью-Йорк, простираясь от Огайо до Южного Онтарио и на восток до Монреаля (Квебек). Известный своим друзьям как «Дон Стефано» (Don Stefano), а всем другим как «Гробовщик» (The Undertaker), он также был одним из учредителей Комиссии высшего органа американской мафии. Магаддино был братом бабушки Джозефа Бонанно по материнской линии и двоюродным братом Гаспара Милаццо.

## Ранние годы
Стефано Магаддино родился в 1891 году на Сицилии, в городке Кастелламмаре-дель-Гольфо, печально известном как один из двух основных центров мафии на Сицилии. Именно здесь родились многие известные итало-американские гангстеры, в том числе Сальваторе Маранцано и Джо Бонанно. На родине Магаддино составляли собственный клан, связанный с кланом Джузеппе «Пеппе» Бонанно и его старшего брата и советника Стефано. В течение 1900-х кланы Магаддино и Бонанно враждовали с мафиозным кланом Буччеллато во главе которого стоял Феличе Буччеллато. После убийства Стефано и Джузеппе их младший брат Сальваторе отомстил, убив несколько членов клана Буччеллато. В 1902 году Стефано Магаддино прибыл в Нью-Йорк и стал влиятельным членом Кастелламарского клана, состоящего из уроженцев Кастелламмаре-дель-Гольфо.
Магаддино женился на Кармелле и у пары родилось четверо детей. Сын, Питер А. Магаддино, родившийся 25 февраля 1917 года, со временем тоже стал членом мафиозной семьи Буффало и женился на племяннице местного гангстера Чарльза Монтаны, который в свою очередь женился на старшей дочери Стефано Жозефина. Следующая дочь Анджелина вышла замуж за Джеймса В. ДеЛука, который также был членом семьи Буффало. Последняя дочь Арканжела вышла замуж за Винсента Скро, тоже мафиози из семьи Буффало.
Брат Стефано Энтони «Нино» Магаддино и сын его брата Питер Дж. Магаддино также стали членами семьи Буффало.

## Дело «Хороших убийц»

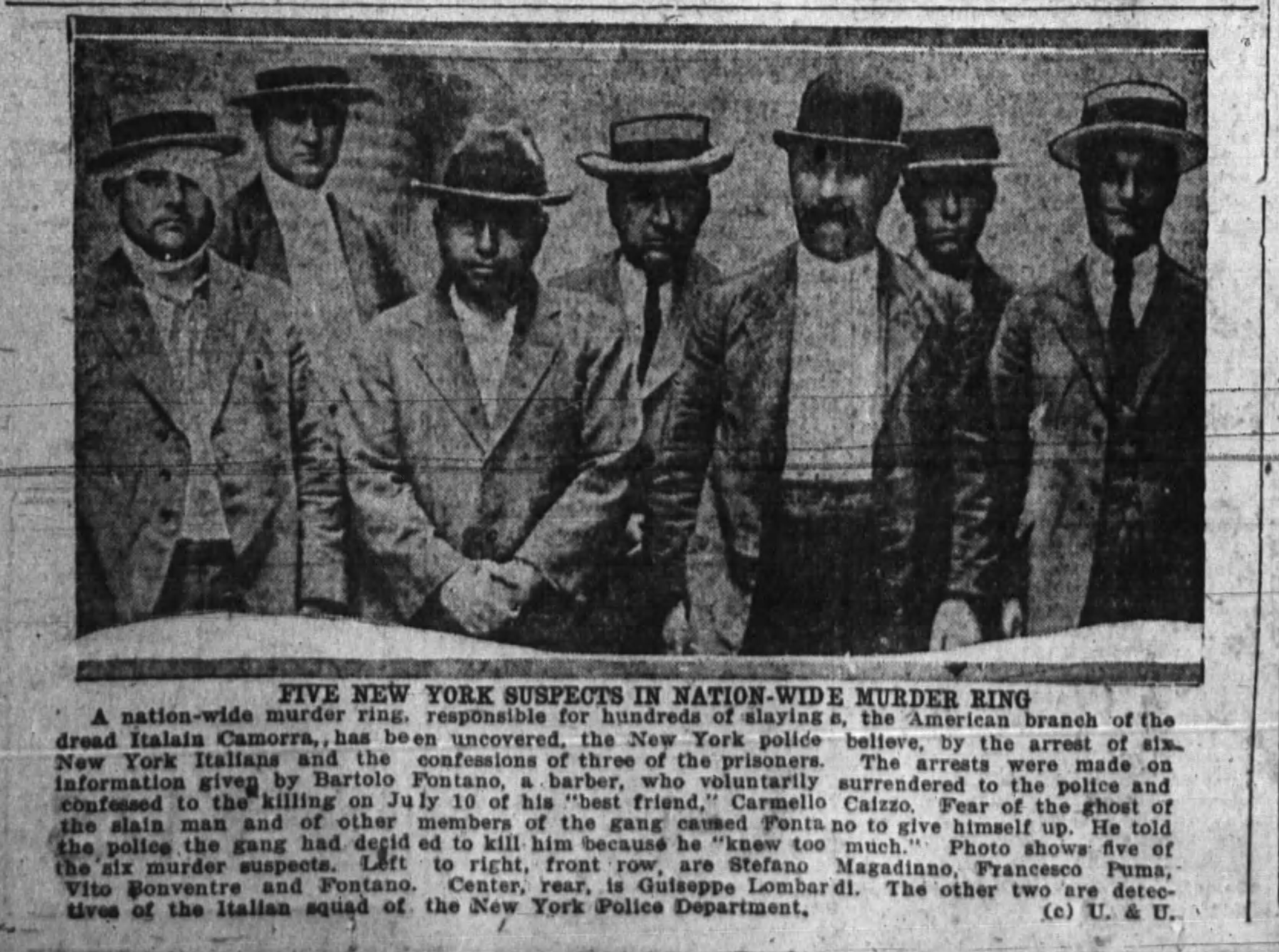
Магаддино и четыре других подозреваемых по делу «хороших убийц» под стражей в полиции, 1921 год. Слева направо, первый ряд: Магаддино, Франсиско Пума, Вито Бонвентре и Бартоло Фонтана. В центре сзади: Джузеппе Ломбарди.

В марте 1917 года Магаддино организовал убийство своего давнего врага Феличе Буччеллато, к тому времени тоже эмигрировавшего в США и ставшего детройтским гангстером.
В августе 1921 года парикмахер Бартоло Фонтана сдался полиции Нью-Йорка, признавшись в убийстве Камилло Кайоццо за пару недель до этого в Эйвоне (Нью-Джерси). Фонтана утверждал, что убил Кайоццо по приказу «Хороших убийц» (Good Killers), группы мафиози из Кастелламмаре-дель-Гольфо в отместку за причастность Кайоццо к убийству в 1916 году ещё на Сицилии брата Магаддино, Пьетро. Опасаясь, что его самого могут убрать, Фонтана согласился помогать полиции. Стефано Магаддино встретился с Фонтаной на Центральном вокзале, чтобы помочь ему бежать из города. После обмена Магаддино был арестован группой агентов под прикрытием. Впоследствии за причастность к убийству были также арестованы Вито Бонвентре и четверо других гангстеров.
Фонтана сообщил полиции, что «Хорошие убийцы» также несут ответственность за ряд других убийств.
Власти Нью-Джерси решили не выдвигать обвинение в заговоре в убийстве Кайоццо, так что обвинения против Магаддино были сняты, несмотря на показания нью-йоркских полицейских.
После освобождения Магаддино покинул Нью-Йорк и поселился в Буффало (Нью-Йорк). В 1922 году глава местной мафии Джозеф ДиКарло умер и Магаддино сменил его на посту босса.

## Семья Буффало

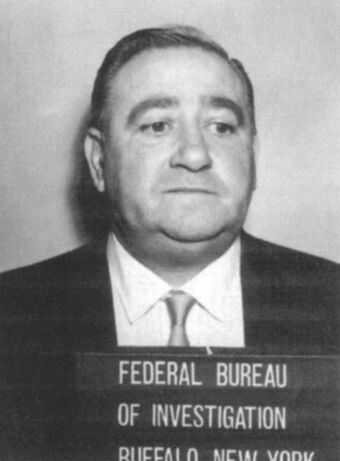
Фотография Питера Магаддино, сына босса семьи Буффало Стефано Магаддино, сделанная ФБР.

Джозеф Бонанно, в 1911 году вместе с родителями вернувшийся в Италию, вновь приехал обратно в Соединённые Штаты в 1924 году, спрятавшись вместе с Питером Магаддино, сыном Стефано, на кубинской рыбацкой лодке, направлявшейся в Тампу (Флорида). По воспоминаниям Бонанно, по прибытии на вокзал в Джэксонвилле его задержали сотрудники иммиграционной службы. Позже он был освобождён под залог в 1000 долларов, который внесли Вилли Моретти и неизвестный мужчина. Уже позже выяснилось, что именно Стефано Магаддино занимался освобождением Джо Бонанно по просьбе его дяди Джованни Бонвентре.
В 1924 году Магаддино стал натурализованным гражданином США.
Официально Стефано Магаддино управлял похоронным бюро в Ниагара-Фолс (Нью-Йорк), в Мемориальной часовне Магаддино, но настоящие деньги он зарабатывал, занимаясь прибыльным бутлегерским бизнесом, контрабандой спиртных напитков через реку Ниагара, обеспечивая потребности спикизи в Буффало и «хонки-тонки» в Ниагара-Фолс. После отмены «сухого закона» Магаддино и его семья зарабатывали деньги на ростовщичестве, незаконных азартных играх, вымогательстве, угоне автомобилей и профсоюзном рэкете, а также на легальных предприятиях, таких как прачечные, которые обслуживали многочисленные отели в этом регионе, а также таксомоторных компаниях и другие предприятиях, ориентированные на оказание услуг.
Семья Магаддино контролировала северную и западную части штата Нью-Йорка, а именно, Буффало, расположенного на берегу озера Эри и граничащего с Канадой, Рочестер и Ютику вдоль реки Могавк на востоке до Амстердама; Восточную Пенсильванию на запад до Янгстауна (Огайо), а также часть Канады от Форта-Эри (напротив Буффало) до Торонто (Онтарио) и на восток до Монреаля (Квебек). В 1960-м годах сообщалось, что семья Магаддино поставляла наркотики в канадские города Гамильтон и Гуэлф в Онтарио, откуда они поступали в Торонто.
Магаддино возглавлял семью Буффало 52 года, которые стали самыми лучшими и прибыльными для неё. Он был боссом старого образца, который предпочитал оставаться в тени и по возможности не привлекать внимания к себе и своей деятельности. Несмотря на удалённость контролируемых им территорий от Нью-Йорка, он пользовался большим уважением Пяти семей и время от времени выступал арбитром в спорах между нью-йоркскими кланами.

## Национальная преступная фигура

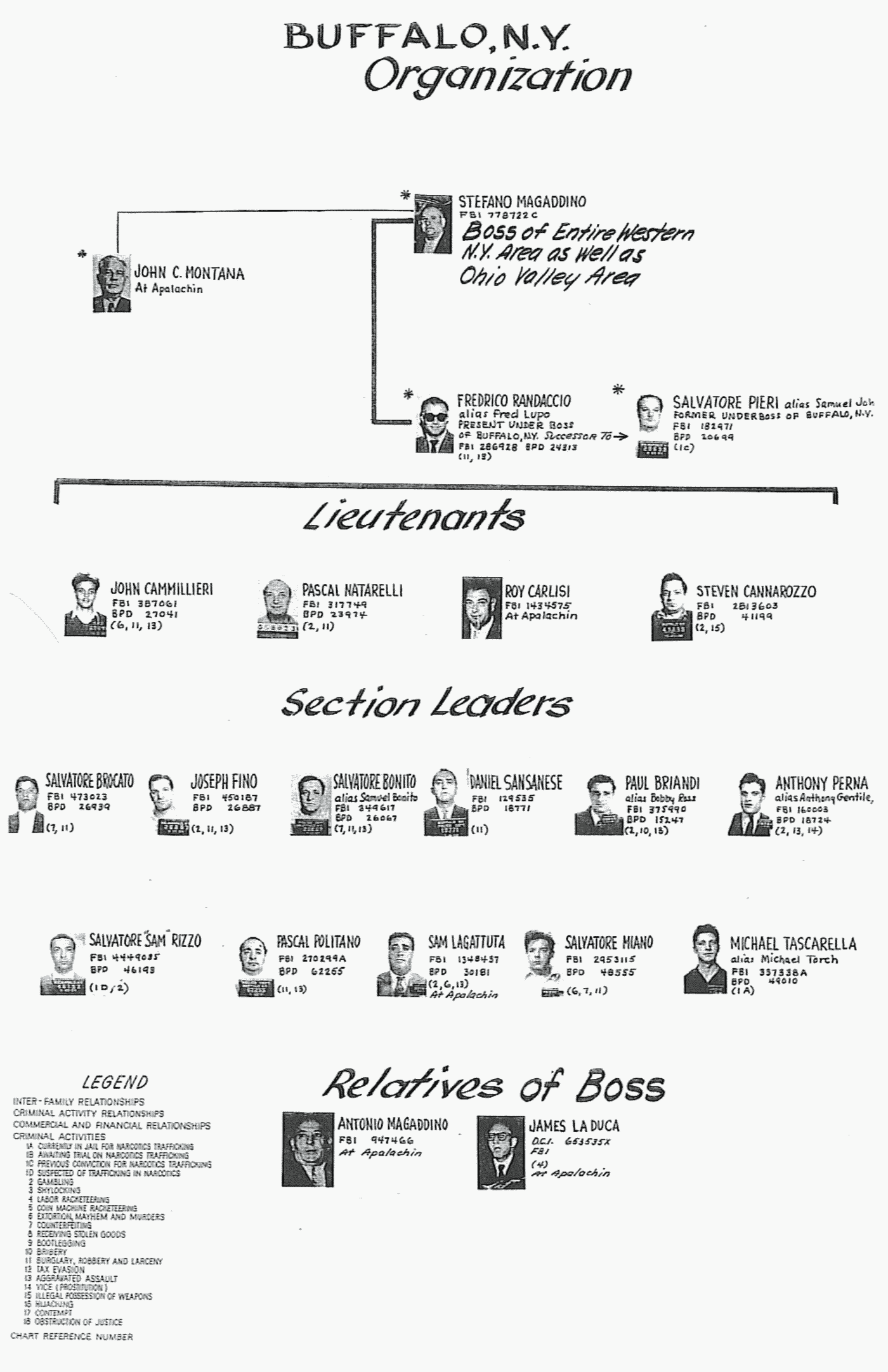
Иерархия семьи Буффало (1963).

Более полувека Стефано Магаддино был доминирующим лицом в преступном мире Буффало, став самым «долгоиграющим» боссом в истории американской мафии. Помимо управления семьёй он также принимал участие в национальных делах Коза ностры. Магаддино был одним из учредителей Комиссии, коллективного руководящего органа американской мафии, созданного Лаки Лучано в 1931 году и участвовал в самых важных саммитах преступного мира, такие как Гаванская конференция 1946 года и совещание в Апалачине 1957 года.
Считается, что Магаддино вместе с Антонио и Джонни Папалиа виновны в исчезновении печально известного гамильтонского бутлегера Рокко Перри в 1944 году. После исчезновения Перри его лейтенанты Тони Сильвестро, Калоджеро Бордонаро и Санто Шибетта, известные как «три дона», стали отвечать перед Магаддино.
Магаддино пережил несколько покушений. В 1936 году соперничающие гангстеры попытались взорвать его бомбой, вместо этого убив сестру Стефано. В 1958 году наёмный убийца бросил в его кухонное окно ручную гранату, которая не взорвалась.
В 1963 году Джозеф Бонанно, желая возглавить Комиссию, решил убить других её членов — боссов Томми Луккезе, Карло Гамбино, Магаддино, а также Фрэнка Десимоне. Бонанно обратился за поддержкой к боссу семьи Профачи Джозефу Мальокко, пообещав сделать его своей правой рукой. Тот с готовностью согласился, будучи недоволен тем что ранее ему было отказано в месте в Комиссии. Мальокко должен был убить Луккезе и Гамбино, поручив это одному из своих лучших киллеров, Джозефу Коломбо. Однако тот раскрыл заговор своим целям. Другие боссы быстро поняли, что Мальокко не мог сам это спланировать. Вспоминая, насколько близок Бонанно был с Мальокко, а до него с Джо Профачи, а также их тесные связи через браки, они пришли к выводу, что именно Бонанно был настоящим вдохновителем. Комиссия вызвала Бонанно и Мальокко для объяснений. Опасаясь за свою жизнь, Бонанно бежал в Канаду, оставив Мальокко разбираться с Комиссией, но был депортирован обратно в Соединённые Штаты.
В октябре 1964 года Бонанно вернулся на Манхэттен, но 20 октября, за день до того, как он должен был дать показания перед большим жюри, адвокаты заявили, что после ужина с ними Бонанно был похищен, предположительно людьми Магаддино.
Империя Магаддино начала рушиться в 1968 году, когда полиция обнаружила 500 000 долларов, спрятанных в его похоронном бюро и на чердаке сына. Отставной агент ФБР Дональд Хартнетт сказал: «В то время Магаддино говорил своим подчинённым, что с деньгами туго, и он не может позволить себе выплачивать им рождественские премии … Люди начали переставать доверять ему, когда мы нашли все эти деньги».

## Смерть
Стефано Магаддино умер от сердечного приступа 19 июля 1974 года в возрасте 82 лет в больнице Маунт-Сент-Мэри в Льюистон (Нью-Йорк). Его похороны прошли в католической церкви Святого Иосифа. Он был похоронен на кладбище Святого Иосифа на Пайн-авеню в Ниагара-Фолс.

## Память
Майк Хадсон опубликовал книгу Mob Boss о жизни Магаддино как босса мафии. Магаддино также упоминается в другой книге Хадсона, Niagara Falls Confidential.
Магаддино упоминается в книге Питера Мааса The Valachi Papers. Магаддино, как глава семьи Буффало / Ниагара-Фолс, является героем двухтомной книги Томаса Ханта и Майкл А. Тона DiCarlo: Buffalo's First Family of Crime (в томе I описываются события по 1937 год, в томе II с 1938 по 2012 год), вышедшей в 2013 году.
Магаддино — невидимый персонаж третьего сезона популярного сериала HBO «Подпольная империя».